# Patricio Escobar

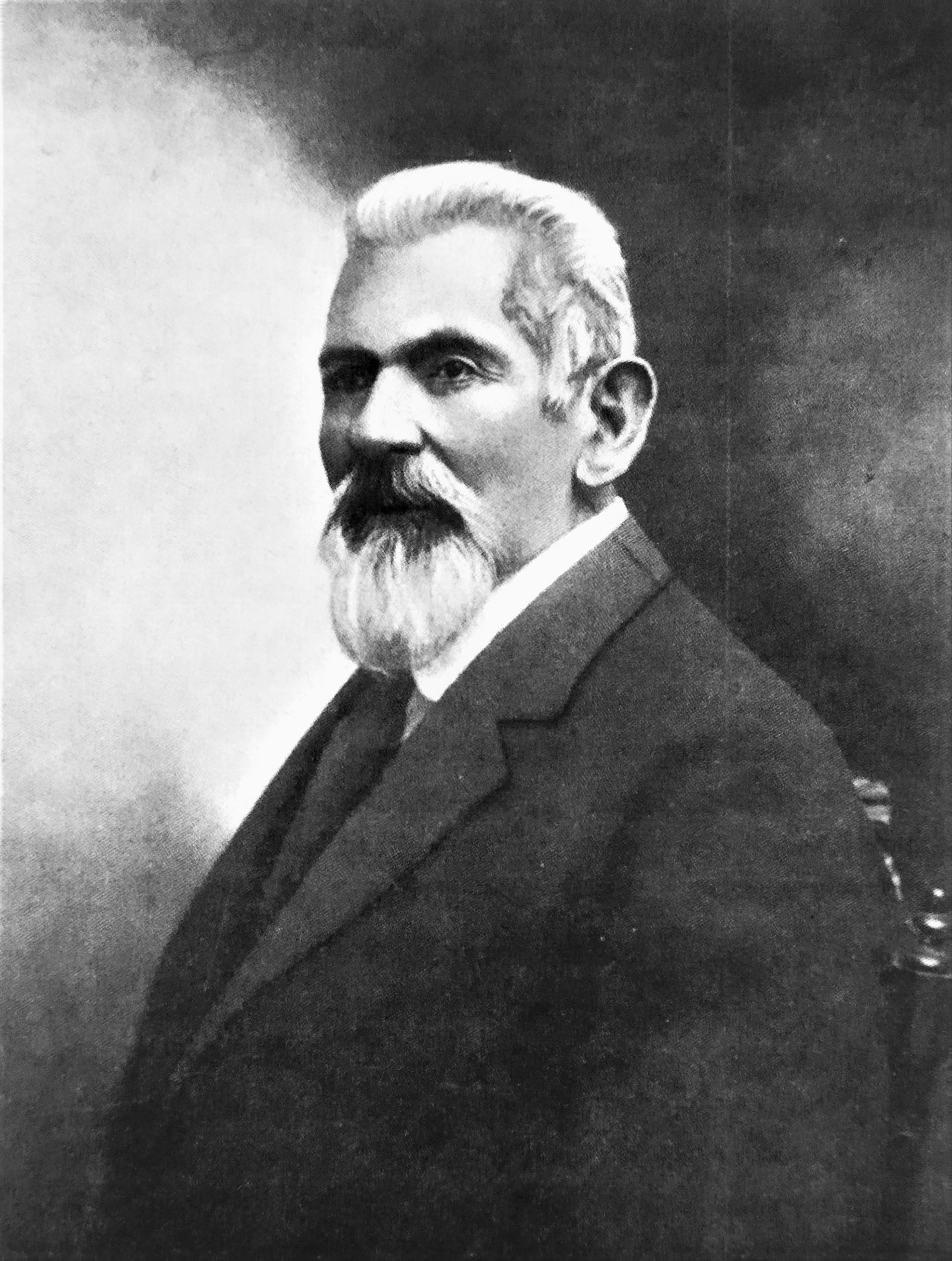
Patricio Escobar

Patricio Escobar (* 17. März 1843 in San José de los Arroyos, Departamento Caaguazú, Paraguay; † 19. April 1912 in Asunción) war ein paraguayischer Politiker, der zwischen 1886 und 1890 Präsident von Paraguay war.

## Leben
Escobar nahm zwischen 1865 und 1870 am Tripel-Allianz-Krieg teil, einem Kampf Paraguays gegen die verbündeten Staaten Argentinien, Brasilien und Uruguay, der mit der völligen Niederlage Paraguays endete und als der blutigste Konflikt in der lateinamerikanischen Geschichte gilt. Durch den Krieg verlor Paraguay den größten Teil seiner Bevölkerung (rund 384.000 von rund 500.000 Einwohnern). Außerdem annektierten die Sieger etwa 50 Prozent des paraguayischen Staatsgebietes und hielten das Land bis 1876 besetzt. Paraguay verlor damit seine wirtschaftliche Leistungsfähigkeit und seinen Wohlstand. 
Am 25. November 1886 wurde Escobar als Nachfolger von Bernardino Caballero Präsident von Paraguay und bekleidete dieses Amt bis zum 25. November 1890, woraufhin Juan Gualberto González seine Nachfolge antrat. Während seiner Amtszeit wurde 1887 das Gesetz über die allgemeine Schulpflicht (Ley de enseñanza obligatoria) verkündet und am 24. September 1889 die Universidad Nacional de Asunción, die am 1. März 1890 eröffnet wurde. Darüber hinaus kam es am 10. Juli 1887 zur Gründung der Partido Liberal durch Antonio Taboada, José de la Cruz Ayala und Cecilio Báez sowie am 11. September 1887 zur Gründung der Partido Nacional Republicano durch Bernardino Caballero und José Segundo Decoud, wodurch erstmals seit der Unabhängigkeit Paraguays von Spanien am 15. Mai 1811 eine Parteienlandschaft geschaffen wurde.

## Weblink
- Eintrag in Biografías y Vidas